# Cantone di Denain
Il Cantone di Denain è una divisione amministrativa dell'arrondissement di Valenciennes.
A seguito della riforma approvata con decreto del 17 febbraio 2014, che ha avuto attuazione dopo le elezioni dipartimentali del 2015, è passato da 7 a 18 comuni.

## Composizione
I 7 comuni facenti parte prima della riforma del 2014 erano:
- Abscon
- Denain
- Douchy-les-Mines
- Escaudain
- Haveluy
- Hélesmes
- Wavrechain-sous-Denain

Dal 2015 i comuni appartenenti al cantone sono i seguenti 18:
- Abscon
- Avesnes-le-Sec
- Bouchain
- Denain
- Douchy-les-Mines
- Émerchicourt
- Escaudain
- Hordain
- Lieu-Saint-Amand
- Lourches
- Marquette-en-Ostrevant
- Mastaing
- Neuville-sur-Escaut
- Noyelles-sur-Selle
- Rœulx
- Wasnes-au-Bac
- Wavrechain-sous-Denain
- Wavrechain-sous-Faulx